# Togo na Letnich Igrzyskach Olimpijskich 1992
Togo na Letnich Igrzyskach Olimpijskich 1992 reprezentowało 6 zawodników (sami mężczyźni). Był to 4 start reprezentacji Togo na letnich igrzyskach olimpijskich.

## Skład kadry

### Kolarstwo szosowe
Mężczyźni
- Koku Ahiaku - wyścig ze startu wspólnego - nie ukończył wyścigu,
- Komi Moreira - wyścig ze startu wspólnego - nie ukończył wyścigu

### Lekkoatletyka
Mężczyźni
- Boevi Lawson - bieg na 100 m - odpadł w eliminacjach,
- Boevi Lawson - bieg na 200 m - odpadł w ćwierćfinale,
- Kossi Akoto - bieg na 400 m - odpadł w eliminacjach,
- Kouame Aholou, Boevi Lawson, Koukou Franck Amégnigan, Kossi Akoto - sztafeta 4 x 100 m - odpadła w półfinale